# Heritage Bank Center
Heritage Bank Center (wcześniej: Riverfront Coliseum, The Crown, Firstar Center i U.S. Bank Arena) – obiekt widowiskowo-sportowy znajdujący się w sąsiedztwie rzeki Ohio, w mieście Cincinnati, w stanie Ohio, w Stanach Zjednoczonych. Został oddany do użytku w 1975 roku.
Liczba miejsc hali wynosi 12 823 w przypadku meczów hokeja na lodzie oraz 17 000 w przypadku meczów koszykówki. W latach 1975–1979 była domową areną hokejowej drużyny Cincinnati Stingers i od tamtego czasu w hali odbywają się takie wydarzenia, jak m.in.: koncerty, wystąpienia polityczne oraz mecze hokejowe. Budynek przeszedł gruntowną renowację w 1997 roku, której koszt wyniósł 33 miliony dolarów.
Pierwszym koncertem jaki odbył się w U.S. Bank Arena był występ Allman Brothers. Wśród innych artystów, którzy tu wystąpili byli m.in.: Pink Floyd, AC/DC, Led Zeppelin, Elvis Presley i Bruce Springsteen.

## Koncert The Who (1979)
3 grudnia 1979 roku jedenastu fanów zmarło na skutek asfiksji, a kilku doznało innych urazów podczas zamieszania związanego z zajmowaniem miejsc na koncercie rockowej grupy The Who. W związku z tzw. „festiwalowym” układem sceny, najlepsze miejsca przypadały fanom, którzy znajdowali się na przodzie, a więc tym, którzy przybyli najwcześniej. Dlatego ludzie gromadzili się przed areną już na kilka godzin przed występem. Kiedy zebrani przed budynkiem ludzie usłyszeli późne próby dźwiękowe zespołu, pomyśleli, iż koncert się już rozpoczął i zaczęli napierać na zamknięte drzwi.

### Następstwa
W wyniku tych wydarzeń wszystkie obiekty koncertowe w Ameryce Północnej zmieniły zasady dotyczące umiejscowienia siedzeń oraz sceny, jednak nakaz ten został cofnięty 4 sierpnia 2004 roku. Sprawiał on bowiem trudności w wielu przypadkach, gdyż część artystów preferowała „festiwalowy” układ sceny, który umożliwiał największym fanom bycie jak najbliżej sceny. Cincinnati zrobiło jeden wyjątek do 2004 roku, tworząc festiwalowy, zabroniony, układ sceny na występ Bruce'a Springsteena. Miasto było wtedy jedynym miejscem w Stanach Zjednoczonych, gdzie tego dokonano.